# Shadi Abu Hashhash
Shadi Nadmi Mohammad Abu Hashhash (Amman, 20 gennaio 1981) è un ex calciatore giordano, di ruolo centrocampista.

## Caratteristiche tecniche
Poteva giocare sia da centrocampista difensivo che da centrocampista centrale.

## Carriera

### Club
Ha cominciato a giocare in patria, all'Al-Qadisiyah. Nel 2002 è stato acquistato dallo Shabab Al-Ordon, in cui ha militato per otto anni. Nel 2010 si è trasferito in Arabia Saudita, all'Al-Taawoun. Nel 2011 è passato all'Al-Fateh. Nel 2013 è tornato all'Al-Taawoun, con cui ha concluso la propria carriera nel 2015.

### Nazionale
Ha debuttato in Nazionale il 2 settembre 2006, nell'amichevole Bahrein-Giordania (0-2). Ha messo a segno la sua prima rete con la maglia della Nazionale il 26 maggio 2012, nell'amichevole Giordania-Sierra Leone (4-0), in cui ha siglato la rete del momentaneo 1-0. Ha partecipato, con la Nazionale, alla Coppa d'Asia 2011. Ha collezionato in totale, con la maglia della Nazionale, 54 presenze e una rete.